# Ham-sous-Varsberg
Ham-sous-Varsberg là một xã trong vùng Grand Est, thuộc tỉnh Moselle, quận Boulay-Moselle, tổng Boulay-Moselle. Tọa độ địa lý của xã là 49° 10' vĩ độ bắc, 06° 38' kinh độ đông. Ham-sous-Varsberg nằm trên độ cao trung bình là 220 mét trên mực nước biển, có điểm thấp nhất là 213 mét và điểm cao nhất là 332 mét. Xã có diện tích 6,53 km², dân số vào thời điểm 1999 là 2707 người; mật độ dân số là 414 người/km².

## Thông tin nhân khẩu
| 1962  | 1968  | 1975  | 1982  | 1990  | 1999  |
| ----- | ----- | ----- | ----- | ----- | ----- |
| 2.115 | 2.303 | 2.549 | 2.762 | 2.801 | 2.707 |